# Roadracing-VM 2005
Världsmästerskapen i Roadracing 2005 arrangerades av Internationella motorcykelförbundet och innehöll klasserna MotoGP, 250GP och 125GP i Grand Prix-serien samt Superbike, Supersport och Endurance. MotoGP-säsongen 2005 kördes över 17 deltävlingar. VM-titlar delades ut till bästa förare och till bästa konstruktör. 

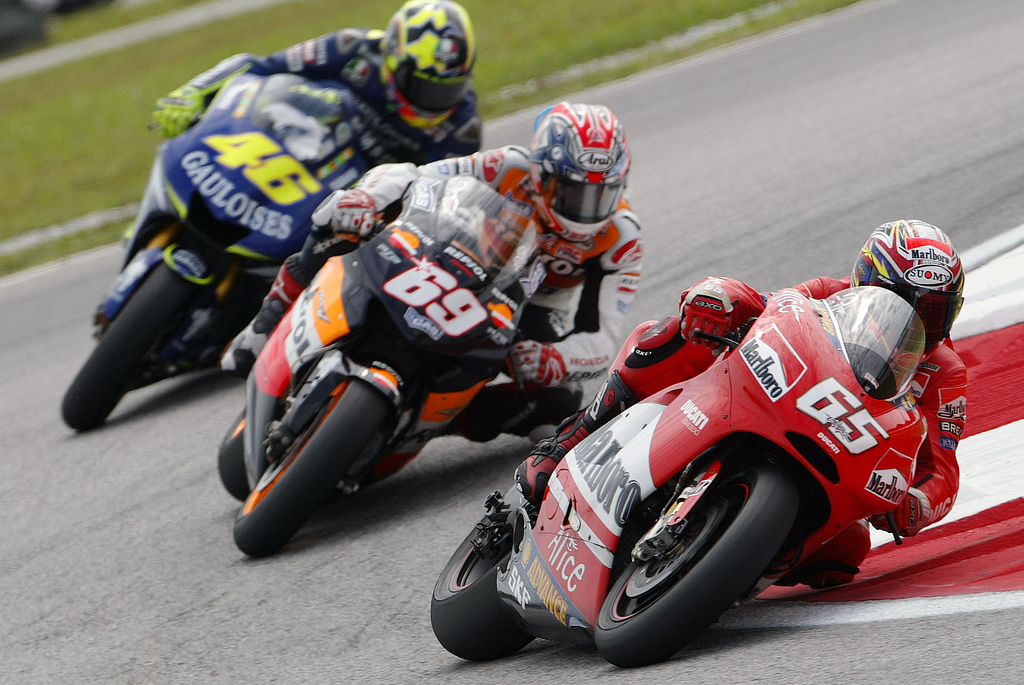
Capirossi, Hayden och Rossi i tät kamp om segern i MotoGP-klassen, Malaysias GP

| Världsmästare i roadracing 2005 | Världsmästare i roadracing 2005                   | Världsmästare i roadracing 2005 |
| Klass                           | Mästare individuellt                              | Mästare konstruktörer           |
| ------------------------------- | ------------------------------------------------- | ------------------------------- |
| MotoGP                          | Valentino Rossi                                   | Yamaha                          |
| 250GP                           | Dani Pedrosa                                      | Honda                           |
| 125GP                           | Thomas Lüthi                                      | KTM                             |
| Superbike                       | Troy Corser                                       | Suzuki                          |
| Supersport                      | Sébastien Charpentier                             | Honda                           |
| Endurance                       | Suzuki Castrol Team (Kitagawa, Philippe, Lagrive) | Yamaha                          |

## MotoGP
Klassen vanns återigen av dominanten Valentino Rossi för femte året i rad.
Tidigare främste konkurrenten Sete Gibernau hade ett svårt år med tekniska problem och en konflikt med tidigare vännen Rossi och slutade bara sjua. Max Biaggi fick äntligen chansen i Honda fabriksteam och säsongen började bra men efter en del problem och magra resultat på sensommaren kom Biaggi på kant med Honda/HRCs chefer och fick i praktiken sparken redan innan sista racet körts. Tidigare 250GP-världsmästaren Marco Melandri fick sitt genombrott i stora klassen och slutade tvåa efter omöjlige Rossi.

### Yamaha
Det fortsatte som planerat för Yamaha tack vare Valentino Rossis alla framgångar. Under en av hans segersviter tog han fem raka segrar, och totalt tog han 11 delsegrar. Titeln var aldrig ordentligt hotad, och han vann med 147  poängs marginal. Han stod även på pallen efter alla race utom ett; i Japan, då han bröt. Han tog därmed sin femte raka titel, vilket var lika med Mick Doohans bravader på 1990-talet. Det var Yamahas statistiskt sett bästa säsong någonsin. Colin Edwards kom ifrån Gresini Honda, och bidrog med tre pallplatser, och en stabil insats utan att expolodera, och slutade på en fjärdeplats. Ingen begärde mer av Edwards, utan alla var alldeles förträffligt nöjda med hans debutsäsong för teamet. Privatstallet Tech 3:s förare Toni Elías och Rubén Xaus blev elva respektive fjortonde, men en tröst för Elías var att han fick kontrakt med Gresinistallet att ersätta Sete Gibernau.

### Honda
Sett till Hondas höga standard var säsongen en besvikelse. Honda hade inte sedan urminnes tider varit så långt ifrån en VM-titel, men de fick ändå in fem förare bland de åtta bästa. Hondas stora överraskning var att Marco Melandri blommade ut. Han avslutade säsongen med två raka segrar, och hade därinnan tagit ytterligare fem pallplatser. Han slutade tvåa i VM, förvisso långt bakom Rossi, men före båda fabriksförarna Nicky Hayden och Max Biaggi. Det räckte dock inte till en fabriksstyring för 2006. Hayden hade en riktigt bra säsong jämfört med sina första två år. Han vann på Laguna Seca (då han var den ende föraren med rutin från banan), men han övertygade då han avslutade säsongen med fyra raka pallplatser. Mer skulle följa 2006. Som redan nämnts hade Max Biaggi och Sete Gibernau jobbiga säsonger. De flesta förväntade sig att det var dessa två som skulle utmana Rossi om titeln, men ingen fick det att stämma, och båda lämnade Honda efter säsongen; Biaggi blev utan styrning, medan Gibernau bytte till Ducati. I övrigt kunde det noteras att Alex Barros tog en briljant seger i Portugal, vilket var den sista segern för Camel Hondastallet. Makoto Tamada blev trea i Japan, med Troy Bayliss i Camelstallet drabbades mest av skador under sitt enda år utanför Ducati under sin internationella karriär.

### Ducati
Efter fiaskot 2004 kunde det knappast bli värre tänkte Ducati, och satsade på Bridgestonedäck (som aldrig hade vunnit race innan), och bytte ut Tory Bayliss mot Carlos Checa, medan Loris Capirossi stannade kvar som försteförare. Däcksbytet gjorde Duati till vargmat på vissa banor, där Michelin var det man skulle ha, men när Bridgestone hade fördel; i Malaysia och Japan, slog Capirossi till med två segrar i rad. Checa tog även han några pallplatser under säsongen. Det säsongen blivit mest ihågkommen för vad gäller Ducati var annars Capirossis jättekrasch på Phillip Island, vilket gjorde att han missade två deltävlingar, och en ganska säker fjärdeplats i VM. Eftersom Checa blev trea i Australien den helgen, så är det mycket möjligt att Capirossi hade kunnat slagits om segern. Spanjoren Checa slutade nia i sammandraget.

### Kawasaki
Kawasaki fortsatte att kämpa på utan några vidare totalresultat. Shinya Nakano kom topp-tio med 98 poäng, men blev dock enbart femma som bäst i ett race. Det bästa resultatet togs av Olivier Jacque, då han blev tvåa i regnracet i Kina. Jacque var dock inte ordinarie, utan det var Alex Hofmann, som fortsatte att underprestera mellan skadorna. Trots att Jacque bara körde fem race kom han före Hofmann i totalen. Fransmannen blev sjuttonde, och tysken nittonde.

### Suzuki
Suzuki hade det ännu jobbigare än Kawasaki. Motorcykeln var usel, och alla hade tappat bort ordningen på vilken gång den var det. Kenny Roberts Jr tog dock en briljant andraplats i regnet i Storbritannien, medan den evige talangen John Hopkins slutade som bäst femma i ett race. Totalt blev Roberts trettonde och Hopkins fjortonde i sammandraget.

### Slutställning
| Plats | Förare          | Nummer | Nation    | Team             | Poäng | Segrar |
| ----- | --------------- | ------ | --------- | ---------------- | ----- | ------ |
| 1     | Valentino Rossi | 46     | Italien   | Gauloises Yamaha | 367   | 11     |
| 2     | Marco Melandri  | 33     | Italien   | Telefónica Honda | 220   | 2      |
| 3     | Nicky Hayden    | 69     | USA       | Repsol Honda     | 206   | 1      |
| 4     | Colin Edwards   | 5      | USA       | Gauloises Yamaha | 179   | 0      |
| 5     | Max Biaggi      | 3      | Italien   | Repsol Honda     | 173   | 0      |
| 6     | Loris Capirossi | 65     | Italien   | Ducati Marlboro  | 157   | 2      |
| 7     | Sete Gibernau   | 15     | Spanien   | Telefónica Honda | 150   | 0      |
| 8     | Alex Barros     | 4      | Brasilien | Camel Honda      | 147   | 1      |
| 9     | Carlos Checa    | 7      | Spanien   | Ducati Marlboro  | 138   | 0      |
| 10    | Shinya Nakano   | 56     | Japan     | Team Kawasaki    | 98    | 0      |

### Deltävlingar
| Grand Prix     | Bana           | Vinnare         | Märke  | Rapport |
| -------------- | -------------- | --------------- | ------ | ------- |
| Spanien        | Jerez          | Valentino Rossi | Yamaha | *       |
| Portugal       | Estoril        | Alex Barros     | Honda  | *       |
| Kina           | Shanghai       | Valentino Rossi | Yamaha | *       |
| Frankrike      | Le Mans        | Valentino Rossi | Yamaha | *       |
| Italien        | Mugello        | Valentino Rossi | Yamaha | *       |
| Katalonien     | Barcelona      | Valentino Rossi | Yamaha | *       |
| Holland        | Assen          | Valentino Rossi | Yamaha | *       |
| USA            | Laguna Seca    | Nicky Hayden    | Honda  | *       |
| Storbritannien | Donington Park | Valentino Rossi | Yamaha | *       |
| Tyskland       | Sachsenring    | Valentino Rossi | Yamaha | *       |
| Tjeckien       | Brno           | Valentino Rossi | Yamaha | *       |
| Japan          | Motegi         | Loris Capirossi | Ducati | *       |
| Malaysia       | Sepang         | Loris Capirossi | Ducati | *       |
| Qatar          | Losail         | Valentino Rossi | Yamaha | *       |
| Australien     | Phillip Island | Valentino Rossi | Yamaha | *       |
| Turkiet        | Istanbul       | Marco Melandri  | Honda  | *       |
| Valencia       | Valencia       | Marco Melandri  | Honda  | *       |

### Förare
| Nummer | Förare                   | Land           | Fabrikat       | Anm. |
| 3      | Max Biaggi               | Italien        | Honda          |      |
| 4      | Alex Barros              | Brasilien      | Honda          |      |
| 5      | Colin Edwards            | USA            | Yamaha         |      |
| 6      | Makoto Tamada            | Japan          | Honda          |      |
| 7      | Carlos Checa             | Spanien        | Ducati         |      |
| 10     | Kenny Roberts Jr         | USA            | Suzuki         |      |
| 11     | Ruben Xaus               | Spanien        | Yamaha         |      |
| 12     | Troy Bayliss             | Australien     | Honda          |      |
| 15     | Sete Gibernau            | Spanien        | Honda          |      |
| 16     | Jurgen van den Goorbergh | Nederländerna  | Honda          |      |
| 19     | Olivier Jacque           | Frankrike      | Kawasaki       |      |
| 21     | John Hopkins             | USA            | Suzuki         |      |
| 24     | Toni Elías               | Spanien        | Yamaha         |      |
| 27     | Franco Battaini          | Italien        | Blata          |      |
| 33     | Marco Melandri           | Italien        | Honda          |      |
| 44     | Roberto Rolfo            | Italien        | Ducati         |      |
| 46     | Valentino Rossi          | Italien        | Yamaha         |      |
| 56     | Shinya Nakano            | Japan          | Kawasaki       |      |
| 65     | Loris Capirossi          | Italien        | Ducati         |      |
| 66     | Alex Hofmann             | Tyskland       | Kawasaki       |      |
| 67     | Shane Byrne              | Storbritannien | Proton KR      |      |
| 69     | Nicky Hayden             | USA            | Honda          |      |
| 72     | Tohru Ukawa              | Japan          | Moriwaki Honda |      |
| 77     | James Ellison            | Storbritannien | Blata          |      |
| 94     | David Checa              | Spanien        | Yamaha         |      |

## 250GP-klassen

### Delsegrare
| Datum        | Bana           | Vinnare         | Märke   |
| ------------ | -------------- | --------------- | ------- |
| 10 april     | Jerez          | Dani Pedrosa    | Honda   |
| 17 april     | Estoril        | Casey Stoner    | Aprilia |
| 1 maj        | Shanghai       | Casey Stoner    | Aprilia |
| 15 maj       | Le Mans        | Dani Pedrosa    | Honda   |
| 5 juni       | Mugello        | Dani Pedrosa    | Honda   |
| 12 juni      | Barcelona      | Dani Pedrosa    | Honda   |
| 25 juni      | Assen          | Sebastián Porto | Aprilia |
| 24 juli      | Donington Park | Randy de Puniet | Aprilia |
| 31 juli      | Sachsenring    | Dani Pedrosa    | Honda   |
| 20 augusti   | Brno           | Dani Pedrosa    | Honda   |
| 18 september | Motegi         | Hiroshi Aoyama  | Honda   |
| 25 september | Sepang         | Casey Stoner    | Aprilia |
| 10 oktober   | Losail         | Casey Stoner    | Aprilia |
| 16 oktober   | Phillip Island | Dani Pedrosa    | Honda   |
| 23 oktober   | Istanbul       | Casey Stoner    | Aprilia |
| 6 november   | Valencia       | Dani Pedrosa    | Honda   |

### Slutställning
| Plats | Förare           | Nummer | Nation     | Team                                | Poäng | Segrar |
| ----- | ---------------- | ------ | ---------- | ----------------------------------- | ----- | ------ |
| 1     | Dani Pedrosa     | 1      | Spanien    | Telefonica Movistar 250 Honda       | 309   | 8      |
| 2     | Casey Stoner     | 27     | Australien | Carrera LCR Aprilia                 | 254   | 5      |
| 3     | Andrea Dovizioso | 34     | Italien    | Honda Team Scot                     | 189   | 0      |
| 4     | Hiroshi Aoyama   | 73     | Japan      | Telefonica Movistar 250 Honda       | 180   | 1      |
| 5     | Jorge Lorenzo    | 48     | Spanien    | Fortuna Lotus Honda                 | 167   | 0      |
| 6     | Sebastián Porto  | 19     | Argentina  | Aprilia Aspar Team 250              | 152   | 1      |
| 7     | Alex de Angelis  | 5      | San Marino | MS Aprilia Italia Corse             | 151   | 0      |
| 8     | Randy De Puniet  | 7      | Frankrike  | Aprilia Aspar Team 250              | 138   | 1      |
| 9     | Héctor Barberá   | 80     | Spanien    | Fortuna Lotus Honda                 | 120   | 0      |
| 10    | Sylvain Guintoli | 50     | Frankrike  | Equipe GP de France - Scrab Aprilia | 83    | 0      |

### Förare
| Nummer | Förare              | Land           | Team         | Anm. |
| 1      | Dani Pedrosa        | Spanien        | Honda        |      |
| 5      | Alex de Angelis     | San Marino     | Aprilia      |      |
| 6      | Alex Debon          | Spanien        | Honda        |      |
| 7      | Randy de Puniet     | Frankrike      | Aprilia      |      |
| 8      | Andrea Ballerini    | Italien        | Aprilia      |      |
| 9      | Hugo Marchand       | Frankrike      | Aprilia      |      |
| 12     | Gabor Rizmayer      | Ungern         | Yamaha       |      |
| 14     | Anthony West        | Australien     | Aprilia      |      |
| 15     | Roberto Locatelli   | Italien        | Aprilia      |      |
| 16     | Franz Aschenbrenner | Tyskland       | Yamaha       |      |
| 17     | Steve Jenkner       | Tyskland       | Honda        |      |
| 18     | Frederik Watz       | Sverige        | Yamaha       |      |
| 19     | Sebastian Porto     | Argentina      | Aprilia      |      |
| 20     | Gabriele Ferro      | Italien        | Fantic Motor |      |
| 21     | Arnaud Vincent      | Frankrike      | Fantic Motor |      |
| 24     | Simone Corsi        | Italien        | Aprilia      |      |
| 25     | Alex Baldolini      | Italien        | Aprilia      |      |
| 27     | Casey Stoner        | Australien     | Aprilia      |      |
| 28     | Dirk Heidolf        | Tyskland       | Honda        |      |
| 32     | Mirko Giansanti     | Italien        | Aprilia      |      |
| 34     | Andrea Dovizioso    | Italien        | Honda        |      |
| 36     | Martín Cárdenas     | Colombia       | Aprilia      |      |
| 38     | Gregory Leblanc     | Frankrike      | Aprilia      |      |
| 44     | Taro Sekiguchi      | Japan          | Aprilia      |      |
| 48     | Jorge Lorenzo       | Spanien        | Honda        |      |
| 50     | Sylvain Guintoli    | Frankrike      | Aprilia      |      |
| 55     | Yuki Takahashi      | Japan          | Honda        |      |
| 57     | Chaz Davies         | Storbritannien | Aprilia      |      |
| 64     | Radomil Rous        | Tjeckien       | Honda        |      |
| 73     | Hiroshi Aoyama      | Japan          | Honda        |      |
| 80     | Héctor Barberá      | Spanien        | Honda        |      |
| 96     | Jacub Smrz          | Tjeckien       | Honda        |      |

## 125GP-klassen

### Delsegrare
| Bana           | Vinnare          | Märke   |
| -------------- | ---------------- | ------- |
| Jerez          | Marco Simoncelli | Aprilia |
| Estoril        | Mika Kallio      | KTM     |
| Shanghai       | Mattia Pasini    | Aprilia |
| Le Mans        | Thomas Lüthi     | Honda   |
| Mugello        | Gábor Talmácsi   | KTM     |
| Barcelona      | Mattia Pasini    | Aprilia |
| Laguna Seca    | Gábor Talmácsi   | KTM     |
| Donington Park | Julián Simón     | KTM     |
| Sachsenring    | Mika Kallio      | KTM     |
| Brno           | Thomas Lüthi     | Honda   |
| Motegi         | Mika Kallio      | KTM     |
| Sepang         | Thomas Lüthi     | Honda   |
| Losail         | Gábor Talmácsi   | KTM     |
| Phillip Island | Thomas Lüthi     | Honda   |
| Istanbul       | Mike di Meglio   | Honda   |
| Valencia       | Mika Kallio      | KTM     |

### Slutställning
| Plats | Förare           | Nummer | land       | Team                       | Poäng | Segrar |
| ----- | ---------------- | ------ | ---------- | -------------------------- | ----- | ------ |
| 1     | Thomas Lüthi     | 12     | Schweiz    | Elit Grand Prix Honda      | 242   | 4      |
| 2     | Mika Kallio      | 36     | Finland    | Red Bull KTM               | 237   | 4      |
| 3     | Gábor Talmácsi   | 14     | Ungern     | Red Bull KTM               | 198   | 3      |
| 4     | Mattia Pasini    | 75     | Italien    | Totti Top Sport 3C Aprilia | 183   | 2      |
| 5     | Marco Simoncelli | 58     | Italien    | Nocable.it Race Aprilia    | 177   | 1      |
| 6     | Fabrizio Lai     | 32     | Italien    | Racing World Honda         | 141   | 0      |
| 7     | Julián Simón     | 60     | Spanien    | Red Bull KTM               | 123   | 1      |
| 8     | Tomoyoshi Koyama | 71     | Japan      | Ajo Motorsport Honda       | 119   | 0      |
| 9     | Héctor Faubel    | 55     | Spanien    | Aprilia Aspar Team 250     | 113   | 0      |
| 10    | Manuel Poggiali  | 54     | San Marino | Metis Racing Gilera        | 107   | 0      |
| 11    | Mike di Meglio   | 63     | Frankrike  | Racing World Honda         | 105   | 1      |

### Förare
| Nummer | Förare             | Land          | Team     | Anm. |
| 6      | Joan Olivé         | Spanien       | Aprilia  |      |
| 7      | Alexis Masbou      | Frankrike     | Honda    |      |
| 8      | Lorenzo Zanetti    | Italien       | Aprilia  |      |
| 9      | Toshihisa Kuzuhara | Japan         | Honda    |      |
| 10     | Federico Sandi     | Italien       | Honda    |      |
| 11     | Sandro Cortese     | Tyskland      | Honda    |      |
| 12     | Thomas Luthi       | Schweiz       | Honda    |      |
| 14     | Gábor Talmácsi     | Ungern        | KTM      |      |
| 15     | Michele Pirro      | Italien       | Malaguti |      |
| 16     | Raymond Shouten    | Nederländerna | Honda    |      |
| 18     | Nicolás Terol      | Spanien       | Derbi    |      |
| 19     | Álvaro Bautista    | Spanien       | Honda    |      |
| 22     | Pablo Nieto        | Spanien       | Derbi    |      |
| 25     | Dario Giuseppetti  | Tyskland      | Aprilia  |      |
| 26     | Vincent Braillard  | Schweiz       | Aprilia  |      |
| 28     | Jordi Carchano     | Spanien       | Aprilia  |      |
| 29     | Andrea Iannone     | Italien       | Aprilia  |      |
| 31     | Sascha Hommel      | Tyskland      | Malaguti |      |
| 32     | Fabrizio Lai       | Italien       | Honda    |      |
| 33     | Sergio Gadea       | Spanien       | Aprilia  |      |
| 35     | Raffaele de Rosa   | Italien       | Aprilia  |      |
| 36     | Mika Kallio        | Finland       | KTM      |      |
| 41     | Aleix Espargaro    | Spanien       | Honda    |      |
| 42     | Gioele Pellino     | Italien       | Malaguti |      |
| 43     | Manuel Hernández   | Spanien       | Aprilia  |      |
| 44     | Karel Abraham      | Tjeckien      | Aprilia  |      |
| 45     | Imre Toth          | Ungern        | Aprilia  |      |
| 47     | Angel Rodríguez    | Spanien       | Honda    |      |
| 52     | Lucas Pesek        | Tjeckien      | Gilera   |      |
| 54     | Manuel Poggiali    | San Marino    | Gilera   |      |
| 55     | Héctor Faubel      | Spanien       | Aprilia  |      |
| 58     | Marco Simoncelli   | Italien       | Aprilia  |      |
| 60     | Julián Simón       | Spanien       | KTM      |      |
| 63     | Mike di Meglio     | Frankrike     | Honda    |      |
| 71     | Tomoyoshi Koyama   | Japan         | Honda    |      |
| 75     | Mattia Pasini      | Italien       | Aprilia  |      |
| 84     | Julián Mirallés    | Spanien       | Aprilia  |      |